# Mickey Shaughnessy
Joseph Michael „Mickey“ Shaughnessy (* 5. August 1920 in New York City; † 23. Juli 1985 in Cape May Court House, New Jersey) war ein US-amerikanischer Schauspieler irischer Abstimmung.

## Leben
Mickey Shaughnessy trat bereits während seines Dienstes im Zweiten Weltkrieg als Truppenkomiker in Erscheinung. Nach Ende des Krieges hatte er Auftritte in zahlreichen Nachtclubs. Sein Filmdebüt gab er 1952 in einer Nebenrolle als gutherziger Schlachter in George Cukors Komödie Happy-End … und was kommt dann? an der Seite von Judy Holliday und Aldo Ray. Im folgenden Jahr erhielt er eine Nebenrolle als Soldat in dem mit acht Oscars ausgezeichneten Filmklassiker Verdammt in alle Ewigkeit von Fred Zinnemann, basierend auf dem gleichnamigen Roman von James Jones. In zahlreichen Filmen wurde Shaughnessy meist als freundlicher und kumpelhafter, wenn auch nicht immer besonders intelligenter Zeitgenosse besetzt. Oftmals verkörperte er Figuren der Arbeiterklasse.
Zu seinen bekanntesten Rollen gehörten Hunk Houghton, Elvis Presleys erfahrener und geduldiger Mentor in Jailhouse Rock – Rhythmus hinter Gittern (1957), sowie Maxi Stultz, ein tumber Ex-Mittelgewichtsboxer in Vincente Minnellis Liebeskomödie Warum hab’ ich ja gesagt? (1957). In seinen späteren Jahren übernahm er zahlreiche Gastrollen in ABC- bzw. NBC-produzierten Serien wie Maverick oder Die Leute von der Shiloh Ranch. Ab den 1970er-Jahren waren seine Film- und Fernsehauftritte nur spärlicher Natur, zuletzt trat er vor allem mit einer eigenen Show in Nachtclubs an der US-Ostküste auf. Posthum erschien 1987 der Science-Fiction-Film Primal Scream.
Mickey Shaughnessy starb 1985 im Alter von 64 Jahren an Lungenkrebs in Cape May Court House, New Jersey. Er wurde von seiner Ehefrau Sarah und sieben Kindern überlebt.

## Filmographie (Auswahl)
- 1952: Happy-End … und was kommt dann? (The Marrying Kind)
- 1953: Dürstende Lippen (Last of the Comanches)
- 1953: Verdammt in alle Ewigkeit (From Here to Eternity)
- 1955: Die Eroberung des Weltalls (Conquest of Space)
- 1957: Warum hab’ ich ja gesagt? (Designing Woman)
- 1957: Ein Toter lügt nicht (The Burglar)
- 1957: Drei Schritte vor der Hölle (Slaughter on Tenth Avenue)
- 1957: Land ohne Männer (Until They Sail)
- 1957: Jailhouse Rock – Rhythmus hinter Gittern (Jailhouse Rock)
- 1957: Geh nicht zu nah ans Wasser (Don’t Go Near the Water)
- 1958: In Colorado ist der Teufel los (The Sheepman)
- 1958: Duell im Morgengrauen (Gunman’s Walk)
- 1959: Der Henker (The Hangman)
- 1959: Immer die verflixten Frauen (Ask Any Girl)
- 1959: Keiner verlässt das Schiff! (Don’t Give Up the Ship)
- 1959: Der Mann aus Arizona (Edge of Eternity)
- 1960: Abenteuer am Mississippi (The Adventures of Huckleberry Finn)
- 1960: Sex Kittens Go to College
- 1960: Land der tausend Abenteuer (North to Alaska)
- 1960: Die Unbestechlichen (The Untouchables, Fernsehserie, Folge 2x08)
- 1961: Die unteren Zehntausend (Pocketful of Miracles)
- 1962: Maverick (Fernsehserie, Folge 5x07)
- 1962: Die Leute von der Shiloh Ranch (The Virginian, Fernsehserie, Folge 1x06)
- 1962: Das war der Wilde Westen (How the West Was Won)
- 1964: Staatsaffären (A Global Affair)
- 1964: Madame P. und ihre Mädchen (A House Is Not a Home)
- 1965: Laredo (Fernsehserie, Folge 1x13)
- 1967: Wettlauf mit dem Tod (Run for Your Life, Fernsehserie, Folge 2x21)
- 1968: Wie klaut man ein Gemälde? (Never a Dull Moment)
- 1970: Die Bruchschiffer (The Boatniks)
- 1971: Alias Smith und Jones (Alias Smith and Jones, Fernsehserie, Folge 2x01)
- 1971: Chicago Teddybär & Co. (The Chicago Teddy Bears, Fernsehserie, elf Folgen)
- 1976: Muggsy (Fernsehserie, zwei Folgen)
- 1986: Primal Scream
- 1987: Hellfire (Hellfire)